# Barragem do Pocinho
A Barragem do Pocinho é uma barragem implantada sobre o leito do rio Douro estando localizada, na margem esquerda,  junto à povoação de Pocinho, na freguesia e no Município de Vila Nova de Foz Côa, do Distrito da Guarda, e, na margem direita, na freguesia de Açoreira, do município de Torre de Moncorvo, do Distrito de Bragança, em Portugal.
Foi inaugurada em 1982, sendo propriedade da EDP.
Esta barragem e o consequente Aproveitamento Hidroeléctrico do Pocinho fica situado sensivelmente a meio do troço do rio Douro entre as confluências dos rios Côa e Sabor.
A sua albufeira, à cota máxima de retenção normal de 125,50 m, estende-se ao longo de 40 km e tem uma capacidade total de 83.070.000 m³, sendo apenas de 12.240.000 m³ o volume utilizável em exploração normal. Este aproveitamento, o mais a montante do troço português do Douro, entrou em serviço em Março de 1983, tendo sido o quarto a ser realizado no referido troço.
A barragem do Pocinho é constituída essencialmente por uma central, implantada junto da margem esquerda, por uma Barragem-Descarregador na continuidade daquela e separada dela pelo muro Barragem-Central, onde se integra uma eclusa de peixes, do tipo Borland e por uma eclusa do canal de navegação do Douro no encontro direito da barragem, com um comprimento de cerca de 90 m e uma largura de 12,1 m. A jusante da central, na encosta da margem esquerda, encontra-se a subestação.
A Barragem é de betão, do tipo Gravidade aligeirada por meio de uma grande galeria na base. O descarregador principal, equipado com 4 comportas segmento, está dimensionado para uma vazão máxima de 15 000 m³/s. O aproveitamento dispõe ainda de uma descarga auxiliar instalada no muro Barragem-Central, com uma capacidade de vazão de 310 m³/s. Uma das comportas do descarregador principal está equipada com um volet, dimensionado para um caudal de 70 m³/s. A Central, com uma nave principal de dimensões 84x21x31 m, está implantada junto da margem esquerda.
A capacidade instalada é de 186 MW e a produção média anual de 534 GWh. Está equipada com 3 grupos geradores constituídos por turbinas Kaplan de eixo vertical, de 57.600 kW, acopladas a alternadores trifásicos de 62 MVA. Os três grupos geradores possuem circuitos hidráulicos de adução e restituição independentes.
No topo da central está instalada a sala de comando e outras salas para serviços e equipamentos auxiliares. A subestação de transformação está equipada com 3 transformadores trifásicos, 10/240 kV, de 62 MVA e está ligada por uma linha à subestação da Rede Eléctrica Nacional, localizada na margem direita.